# 拉斐拉·席尔瓦
拉斐拉·洛佩斯·席尔瓦（葡萄牙語：Rafaela Lopes Silva，1992年4月24日—）生于里约热内卢，是一名巴西女子柔道运动员，主攻57公斤级。席尔瓦一开始接触的运动是足球，后来由于她家附近的街道经常发生暴力事件，她在7岁时被父母送进柔道培训班。席尔瓦曾在2016年里约奥运期间获得该届奥运巴西代表团首金，她在获得金牌两天后的一次采访中公布自己出柜，她的女友名为Thamara Cezar，两人同属Institute Reaction俱乐部。2017年3月，她获得2016年年度最佳巴西女运动员奖。